# Церковь Святого Петра (Гамбург)
Церковь Святого Петра в Гамбурге (Петрикирхе, нем. Hauptkirche Sankt Petri Hamburg, «главная церковь Святого Петра») — протестантская церковь в районе Альтштадт (Митте) города Гамбург, расположенная на улице Бергштрассе; старейшая приходская церковь города, входит в список пяти «главных» городских храмов; башня-колокольня имеет высоту в 132 метра — на высоте 123 метра расположена смотровая площадка, на которую ведет лестница в 544 ступени. Современное здание стоит на месте деревянного храма начала XI века: в 1195 году церковь впервые упоминается в документах как «ecclesia forensis» (рыночная церковь). Является памятником архитектуры.